# Impaled Nazarene
Impaled Nazarene (с англ. — «проткнутый колом назаретянин») — финская блэк-метал-группа c примесью грайндкора из города Оулу, образованная в 1990 году. Группа известна своей скандальной лирикой, непременными элементами которой являются порнография, экстремизм, расизм, богохульство, сатанизм, война и т. д., а также частым употреблением ненормативной лексики.
Название группы было выбрано Микой Луттиненом после прочтения одного из рассказов библейской тематики, в котором Иисус превратил Лазаря в вампира. Люттинен представил, что Иисус был сам вампиром, а значит, его следовало проткнуть колом.

## История

### 1990—1995
Группа Impaled Nazarene сформировалась в ноябре 1990 года в составе: Мика Луттинен — вокал, Киммо Луттинен — ударные, Мика Пяаккё и Ари Холаппа — гитара, а также Антти Пихкала — бас. Первой композицией, написанной составом, была «Condemned To Hell». Также у группы были в запасе ещё две песни: «The Crucified» и «Morbid Fate», которые остались после прошлой группы братьев Луттинен Mutilation. В феврале следующего года группа уже записывает свой первый музыкальный материал под названием Shemhamforash, где в качестве басиста уже выступил новый участник — Харри Халонен. После, весной и летом 1991 года Impaled Nazarene выступают на разогреве у Beherit в городе Кемпеле, а немногим позже выступают вместе с Sentenced. Также группа приняла участие в фестивале Day of Darkness в родном Оулу вместе с Amorphis и Belial. Август этого же года ознаменовался выходом второй демо ленты под названием Taog Eht Fo Htao, запись которой проходила в ныне известной TicoTico Studios. Чуть позже в октябре записывается EP Goat Perversion для лейбла Nosferatu Records, который выпустил его в феврале 1992 года.
В 1992 году из группы уходят гитарист Ари Холаппа и басист Харри Халонен. Весной оставшиеся участники подписывают договор с лейблом Osmose Productions и готовятся к записи дебютного альбома. Для этих целей летом были приглашены сессионные басист Танели Ярва (из Sentenced) и гитарист Ярно Анттила. Таким составом в октябре 1992 года были записаны дебютный альбом Tol Cormpt Norz Norz Norz (Вас посчитают шесть шесть шесть) и сингл «Sadogoat». После выхода дебютного альбома он сразу попадает на 40-е место финского хит-парада. В июле 1993 года группа записывает второй альбом Ugra-Karma, а также сингл «Satanic Masowhore», которые выходят в декабре. В 1994 году вместе с Ancient Rites группа совершает своё первое турне по Европе, а в июле уже готов новый альбом под названием Suomi Finland Perkele, первоначально называвшийся Hail to Finland. Релиз вызвал небольшой резонанс в связи с увиденными в нём праворадикальными идеями, в результате чего даже из сети магазинов FNEC пытались изъять партию дисков с записью этого альбома, однако из-за путаницы был изъят Ugra-Karma.

### 1995—2000
Апрель 1995 года знаменуется новым турне с группами Absu и Sadistik Exekution. В августе Impaled Nazarene идут в студию TicoTico для записи нового мини-альбома Hamnasnas, который в результате драки между Киммо Луттиненом и Танели Ярва так записан и не был. На смену Киммо Луттинена, ушедшего после драки, приходит Рейма Келлокоски. Далее в октябре 1995 года следует новое турне по Европе вместе с Krabathor и Ministry of Terror. В феврале 1996 года Impaled Nazarene начинают запись альбома Latex Cult и EP Motorpenis. После их записи из состава уходит Танели Ярва, который вскоре совместно с Киммо Луттиненом создаёт проект, названный The Black League. Новым басистом в Impaled Nazarene становится Яни Лехтосаари. В марте этого же года записываются два видеоклипа, увидевших свет лишь в 1999 году. В апреле и мае выходят Latex Cult и Motorpenis соответственно, а немногим позже группа совершает самое большое из своих турне, а также выступает на известном фестивале No Mercy вместе с Cannibal Corpse и Rotting Christ. Под конец года Impaled Nazarene выступают на различных концертах и фестивалях, на одном из которых в Париже группа коммунистов отключает электричество в связи с чем произошла задержка в 50 минут.
В 1997 году концертируют, а также в сентябре судится в качестве ответчика с кришнаитами из-за обложки альбома Ugra-Karma, показавшейся им богохульной. В январе 1998 года уже готов альбом Rapture, который выходит в свет 5 мая. В феврале следуют успешные концерты в столице Мексики, а также, в течение года, в родной Финляндии, в Ирландии, США, Канаде и России, много выступая на различных фестивалях. После посещения с концертом России вместе с Children of Bodom к Impaled Nazarene присоединяется Алекси Лайхо. Далее, в ноябре и декабре, следует очередной тур по Европе, на этот раз вместе с Ritual Carnage и Driller Killer. В январе 1999 года наконец-то завершается судебный процесс по поводу обложки Ugra-Karma — Osmose Productions выпускают альбом с новой обложкой и новыми словами, а также без бонус-треков. В феврале группа опять в Мексике с четырьмя концертами и с Алекси Лайхо за гитарой. В марте Impaled Nazarene впервые выступают в Японии давая четыре концерта, однако уже без Лайхо, который уехал в Финляндию. Апрель 1999 года знаменуется фестивалем No Mercy III, где группа выступила вместе с Emperor, Limbonic Art и Morbid Angel. Конец лета Impaled Nazarene проводят в туре по Австралии и Новой Зеландии, где в городе Вуллонгонг впервые отменяется концерт группы из-за публикации в местной газете статьи о том, что музыка группы плохо влияет на детей. В августе и сентябре уже записан новый альбом Nihil, а также две композиции для сплита с группой Driller Killer. Сведение альбома осуществляется в студии Finnvox в конце сентября, в октябре готовится обложка под авторством известного в метал среде художника Жана-Паскаля Фурнье. Под конец года в декабре в преддверии нового альбома выходит сплит с Driller Killer.

### 2000 — н.в.
14 февраля 2000 года выходит в свет Nihil, после чего группа отправляется с концертами — сначала по Финляндии с Finntroll и Throne of Chaos, потом в Нью-Джерси на фестивале March Metal Meltdown, затем во Франции где правоохранительные службы запрещают группе во время концертов произносить слово «сатана», а также продавать атрибутику с символикой группы. В мае выступления продолжается уже в Греции, затем в июне на Valhalla Metal Fest, а в июле в Финляндии на Tuska Open Air. После этих выступлений из группы уходит басист Яни Лехтосаари по причине занятости своей студией. В августе этого же года Луттинен в студии Astia готовит композиции для будущего сборника группы Decade of Decadance на 10-летие группы. Осенью происходят сильные изменения в составе группы — Теэму Райморанта (Сомниум), ранее игравший в Finntroll, занимает место басиста, но ввиду ухода Алекси Лайхо переквалифицируется на гитариста, басистом же становится Микаэль Арнкиль. В ноябре выходит долгожданный сборник, в декабре следует крупный концерт в Хельсинки.
Начало 2001 года группа открывает репетициями в новом составе, в марте подписывают новый договор с Osmose Productions на два альбома. В апреле группа выступает в Чехии, в мае в родном Оулу. Конец месяца выдался трудным для группы в связи с потерей репетиционной базы. В июне в Турку Impaled Nazarene впервые за шесть лет выступают в корпспэйнте. Вскоре группа находит новое место для репетиций. В конце июля группа отправляется в студию Astia для записи нового альбома Absence of War Does Not Mean Peace и заканчивает его в августе, после чего в финской студии Finnvox сводит весь музыкальный материал. Альбом появился на прилавках магазинов Финляндии 1 октября, в остальных же странах 5 ноября. Для альбома на композицию «Hardboiled And Still Hellbound» был снят видеоклип, в котором приняла участие финская порноактриса Ракель Лиекки. 6 декабря Impaled Nazarene выступают в известном финском клубе Tavastia в честь независимости Финляндии.
В январе 2002 года концерты по Финляндии продолжаются, на которых группу поддерживают Finntroll и Ajattara. После Финляндии группа отправляется в тур по Италии, после которого впервые выступает в Москве. Из-за слухов о совершении сатанинских ритуалов на сцене выступление в Москве проходило под наблюдением вооружённых милиционеров. Летом выступления группы продолжаются в Лейпциге на Full Force Open Air где группе пришлось играть до пол пятого утра. В августе группа наконец впервые выступила в Норвегии в Бергене на фестивале A Hole in the Sky. В октябре группа опять использует корпспэйнт для того, чтобы выступить на небольшой метал-вечеринке вместе с Warmath и Xysma в честь выхода книги «Rauta-aika», повествующей о финской метал-сцене. После этого Impaled Nazarene впервые посещают Эстонию, а затем совершают европейское турне. В ходе турне группа узнаёт что опять потеряла свою репетиционную базу, в результате чего рушатся планы по поводу записи Fuck Off And Die.
В 2003 году участники находят новое место для репетиций. В марте от несчастного случая сопряжённого с злоупотреблением алкоголя погибает Теэму Райморанта. 25 марта в Хельсинки состоялся концерт посвящённый памяти Теэму. После этого в состав вливаются Томи Уллгрен и Туомо Лоухио, после чего в июле группа отправляется в студию Astia для записи All That You Fear. Запись альбома была произведена за две недели.
В 2010 году выходит альбом Road to the Octagon. Скрим-гроул Микки в сочетании с риффами и ударными был высоко оценён поклонниками группы. Неизменным осталась и переходящая из альбома в альбом традиция посвящать песни некоему «Goat». Также группу покидает один из основателей — гитарист Анттила. Свой уход он прокомментировал следующим образом: «20 лет служению сатане — это много».

## Столкновения с общественностью
Группа Impaled Nazarene не раз своими взглядами, музыкой, лирикой и иными составляющими их творчества шла вразрез с общественностью, а также с правоохранительными органами. Так, третий альбом группы Suomi Finland Perkele вызвал определённой резонанс в обществе в связи с увиденными в нём праворадикальными идеями (первоначальным названием альбома было Hail to Finland). Партии альбома пытались изъять из сетей магазинов FNEC, однако из-за путаницы был изъят дебютный альбом Ugra-Karma.
Небольшой инцидент случился с группой во время выступления в Париже в конце 1996 года, когда группа идеологически настроенных коммунистов отключает электричество и создаёт задержку в 50 минут. В сентябре 1997 года Impaled Nazarene оказываются в суде в качестве ответчика, причина — исковое заявление кришнаитов по поводу оскорбляющей их религиозные чувства обложки альбома Ugra-Karma. Судебный процесс завершился к январю 1999 года, по решению суда альбом был переиздан лейблом Osmose Productions с новой обложкой и новыми словами, а также без бонус-треков.
В конце лета 1999 года отменяется концерт группы в городе Вуллонгонг (Австралия) по причине отмены его местными властями. Всё началось после публикации статьи о группе в местной газете, исходя из которой музыка группы очень негативно влияет на детей. При этом журналистка, которая написала статью, звонила участникам группы и спрашивала зачем они заставляют детей пить мочу? В 2000 году произошло очередное столкновение во Франции, во время концерта в городе Монтаубан группе было запрещено произносить слово «сатана» и продавать атрибутику.
Не обошли группу стороной и запреты их видеоклипов — на финском телевидении посчитали клип на композицию «Cogito Ergo Sum» содержащим экстремальные образы (главная тема фильма — snuff-фильмы и буквально сразу же после его выхода запретили к трансляции. В итоге клип был запрещён. В 2002 году выступление в Москве группе пришлось проводить под наблюдением вооружённых милиционеров ввиду того, что прошли слухи о том, что будто участники группы совершают на сцене некие сатанинские ритуалы.

## Состав

### Настоящий состав
- Мика Луттинен — вокал (1990-)
- Микаэль «Аркки» Арнкиль — бас (2000-)
- Рейма Келлокоски — ударные (1995-)
- Томи «УГ» Уллгрен — гитара (2007-)

### Бывшие участники
Гитара
- Ярно Анттила (1992—2010)
- Ари Холаппа (1990—1992)
- Мика Пяаккё (1990—1992)
- Wildchild (Алекси Лайхо) (1998—2000)
- Теэму «Сомниум» Райморанта (2000-03)
- Туомо «Туомио» Лоухио (2003—2007)

Бас
- Антти Пихкала (1990—1991)
- Харри Халонен (1991—1992)
- Танели Ярва (1992—1996)
- Яни Лехтосаари (1996—2000)

Ударные
- Киммо «Sir» Луттинен (1990—1995)

## Дискография

### Студийные альбомы
- Tol Cormpt Norz Norz Norz (1992)
- Ugra-Karma (1993)
- Suomi Finland Perkele (1994)
- Latex Cult (1996)
- Rapture (1998)
- Nihil (2000)
- Absence of War Does Not Mean Peace (2001)
- All That You Fear (2003)
- Pro Patria Finlandia (2006)
- Manifest (2007)
- Road to the Octagon (2010)
- Vigorous and Liberating Death (2014)
- Eight Headed Serpent (2021)

### Концертные альбомы
- Death Comes in 26 Carefully Selected Pieces (2005)

### Сборники
- Decade of Decadence (2000)

### Сплиты
- Impaled Nazarene/Driller Killer (2000)

### Мини-альбомы
- Goat Perversion (1991)
- Enlightenment Process (2010)
- Die in Holland (2013)
- Morbid Fate (2017)

### Демо
- Shemhamforash (1991)
- Taog Eht Fo Htao Eht (1991)
- Tol Cormpt Norz Norz Norz… (1992)

### Синглы
- «Sadogoat» (1992)
- «Satanic Masowhore» (1993)
- «Motörpenis» (1996)
- «Goat of Mendes» (2021)

### DVDs
- 1990-2012

## Видеоклипы
- Karmageddon Warriors
- When All Gold Turns To Shit
- Penis Et Circes (альбом Rapture)
- Cogito Ergo Sum
- Hardboiled And Still Hellbound
- Armageddon Death Squad
- Enlightenment Process